# Diego Nogales
Diego Nogales Domínguez, más conocido como Diego Nogales (Madrid, 1981), es un entrenador de fútbol español.

## Carrera deportiva
Diego comenzó su carrera como entrenador en el CD Canillas de la Comunidad de Madrid, donde en la temporada 2012-13 sería segundo entrenador del primer equipo. En la siguiente temporada dirigiría a su equipo sub-17.
En la temporada 2014-15, se hace cargo del equipo juvenil de Liga Nacional del Deportivo Asociación de Vecinos Santa Ana, al que dirige durante dos temporadas.
En enero de 2016, se hace cargo del primer equipo del Deportivo Asociación de Vecinos Santa Ana del Grupo I de Territorial Preferente.
En agosto de 2016, ingresa en La Fábrica del Real Madrid CF, donde ejerce el cargo de segundo entrenador del Juvenil "C" durante dos temporadas a las órdenes de Álvaro Benito.
En la temporada 2018-19, sería segundo entrenador de Raúl González en el equipo Cadete “B” del Real Madrid CF.
En la temporada 2019-20, Diego sería entrenador del equipo Cadete “B” del Real Madrid CF, tras el ascenso de Raúl González al Juvenil "B".
En julio de 2020, se convierte en entrenador de la Agrupación Deportiva Unión Adarve de la Tercera División de España. Al término de la temporada 2020-21, lograría el ascenso a la Segunda División RFEF.
En la temporada 2021-22, Diego continuaría en el conjunto madrileño dirigiéndolo en la nueva categoría de la Segunda División RFEF. Sus números con los 'lobos' fueron de 17 victorias, 10 empates y 7 derrotas que les permitió alcanzar los 61 puntos y les valió una plaza en los play-off de ascenso a Primera RFEF. El Unión Adarve logró eliminar al Hércules de Alicante CF en las semifinales, pero cayó ante la Agrupación Deportiva Ceuta Fútbol Club en el último partido de la temporada.
El 18 de junio de 2022, firma por el Club de Fútbol Rayo Majadahonda de la Primera División RFEF.
El 3 de octubre de 2022, deja de ser entrenador del Club de Fútbol Rayo Majadahonda tras lograr un punto en seis jornadas de liga.

## Trayectoria como entrenador
| Club                              | País   | Año       |
| --------------------------------- | ------ | --------- |
| Agrupación Deportiva Unión Adarve | España | 2020-2022 |
| Club de Fútbol Rayo Majadahonda   | España | 2022      |